# (64) Angelina
Pour les articles homonymes, voir Angelina.
(64) Angelina est un astéroïde de la ceinture principale de taille moyenne découvert par Ernst Wilhelm Tempel le 4 mars 1861. Il est exceptionnellement brillant pour un astéroïde de type E.

## Découverte et nom
Angelina fut découvert le 4 mars 1861 par Ernst Wilhelm Tempel, découvreur de nombreuses comètes,  alors qu'il effectuait des observations à Marseille (France). Ce fut le premier des cinq astéroïdes qu'il aura découverts.
Le nom d'Angelina causa une certaine controverse. Il fut choisi par Benjamin Valz, directeur de l'observatoire de Marseille, en honneur de la station astronomique ainsi nommée opérée par Baron Franz Xaver von Zach sur les montagnes au-dessus de la ville. À cette époque, les astéroïdes devaient en principe recevoir un nom issu de la mythologie classique et plusieurs astronomes protestèrent donc contre ce choix. Tempel nota que si le second n était retiré, les contraintes de nommage seraient satisfaites, car le nom ferait alors référence à la déesse messagère Angélia, une divinité grecque mineure. Cependant, le choix de Valz fut conservé.